# Subregiones de Colombia
Colombia está dividida administrativamente en 32 departamentos, y estos a su vez en municipios, algunos de categoría especial y denominados por ello distritos.
Dentro de esta organización territorial, existen otro tipo de división intermedia entre departamento y municipio que recibe la denominaciones de subregión o provincia (este último solo en los departamentos de Santander, Boyacá y Cundinamarca); sin embargo esta división no es político-administrativa, ya que no poseen mecanismos de gobierno propio: sirven para propósitos de recolección de información, la supervigilancia de los proyectos en común en estos territorios y, en ciertos departamentos, se mantiene su vigencia para la zonificación y administración de algunos servicios públicos; además, llegado al caso por parte de las asambleas departamentales, se les pueden delegar ciertas atribuciones de la gobernación departamental a estas. Son inexistentes en los departamentos amazónicos y de los Llanos orientales (exceptuando, El Meta).
El DANE las utilizan con el propósito de mejorar, planificar o hacer más eficiente la administración dentro de los departamentos. Como facilitar la estandarización de nombres y códigos, la difusión y publicación de resultados de investigaciones demográficas, sociales, económicas, ambientales, judiciales, entre otras, así como, una base para suplir las necesidades de información más detallada, útil en la toma de decisiones para las entidades territoriales en las etapas del ordenamiento territorial y ambiental.

## Historia
El origen de estas subdivisiones puede encontrarse en las constituciones de 1811, 1832 y 1843, así como en las constituciones de la Gran Colombia, en las cuales el territorio de la Nueva Granada (hoy Colombia) se dividía en provincias (primer nivel) subdivididas estas en cantones (segundo nivel), las cuales a su vez se encontraban fraccionados en distritos parroquiales (tercer nivel). En la de 1853 los cantones fueron abolidos, por lo que el territorio nacional de la Nueva Granada quedó dividido en las sub-entidades que antes conformaban los cantones, es decir en distritos parroquiales.
En la constitución federal de 1858 los estados federados, sustitutos de las provincias neogranadinas, siguieron divididos en distritos pero ya no de carácter parroquial sino municipal. Estos se organizaban interinamente en provincias o departamentos, si bien cada uno tenía su propio modo de denominar este tipo de división administrativa, que agrupaban diversos distritos. 
Luego con la constitución centralista de 1886, que trasformó los Estados en departamentos, estos últimos fueron subdivididos en provincias y estas en distritos municipales para una mejor administración territorial. A partir de las reformas de 1945 las provincias se consideraron obsoletas, y perdieron su carácter administrativo, si bien siguieron existiendo de manera informal hasta su reconocimiento en la constitución de 1991.
| Nivel         | República de la Nueva Granada | Estados Unidos de Colombia | República de Colombia |
| ------------- | ----------------------------- | -------------------------- | --------------------- |
| Primer nivel  | Provincia                     | Estado federado            | Departamento          |
| Segundo nivel | Cantón                        | Departamento / Provincia   | Subregión / Provincia |
| Tercer nivel  | Distrito                      | Distrito                   | Municipio             |

## Listado en mapas

Subregiones de Antioquia
Subregiones del Atlántico
Subregiones de Bolívar
Provincias de Boyacá
Subregiones de Caldas
Subregiones del Cauca
Subregiones del Cesar
Subregiones del Chocó
Subregiones de Córdoba
Provincias de Cundinamarca
Subregiones de Huila
Subregiones de La Guajira
Subregiones de Magdalena
Subregiones del Meta
Subregiones de Nariño
Subregiones de Norte de Santander
Subregiones del Quindío
Subregiones de Risaralda
Provincias de Santander
Subregiones de Sucre
Subregiones del Tolima
Subregiones de Valle del Cauca

## Esquemas asociativos territoriales

### Provincias Administrativas y de Planificación – PAP
El artículo 286 de la Constitución política de Colombia se expresa que las provincias pueden tener el carácter de entidades territoriales si cumplen con los términos de la constitución y de la ley. Adicionalmente la constitución colombiana en su artículo 321 trata sobre su creación, conformación y organización mediante régimen administrativo:

Las provincias se constituyen con municipios o territorios indígenas circunvecinos, pertenecientes a un mismo departamento. La ley dictará el estatuto básico y fijará el régimen administrativo de las provincias que podrán organizarse para el cumplimiento de las funciones que les deleguen entidades nacionales o departamentales y que les asignen la ley y los municipios que las integran. Las provincias serán creadas por ordenanza, a iniciativa del gobernador, de los alcaldes de los respectivos municipios o del número de ciudadanos que determine la ley. Para el ingreso a una provincia ya constituída deberá realizarse una consulta popular en los municipios interesados. El departamento y los municipios aportarán a las provincias el porcentaje de sus ingresos corrientes que determinen la asamblea y los concejos respectivos.

### Subregiones PDET
Algunas subregiones se encuentra focalizados por el Gobierno de Colombia como medidas para incorporar la implementación de los acuerdos de paz con recursos territoriales y articular los esfuerzos entre los distintos niveles de Gobierno para la transformación regional por medio del Decreto 893 de 2017, como son los casos de las subregiones del Urabá, Montes de María, entres otros. Además, desde las elecciones legislativas de Colombia de 2022 tienen representación propia en la Cámara de Representantes bajo el nombre de «Circunscripciones Transitorias Especiales de Paz» (CTREP).